# Wellington Firebirds
Wellington Firebirds – zespół grający w krykieta mający siedzibę w Wellington, założony w 1873 r.

## Skład
- Michael Parlane (kapitan)
- Matthew Bell
- DeWayne Bowden
- Michael Burns
- Grant Elliott
- Sam Fairley
- Stephen Fleming
- Kevin Forde
- James Franklin
- Mark Gillespie
- Stu Mills
- Chris Nevin
- Iain O'Brien
- Neal Parlane
- Jeetan Patel
- Scott Rasmussen
- Jesse Ryder
- Luke Woodcock
- Mark Houghton

## Byli zawodnicy
- Bob Blair
- Ewen Chatfield
- Richard Collinge
- Jeremy Coney
- Martin Crowe
- Artie Dick
- Simon Doull
- Bruce Edgar
- Evan Gray
- Clarrie Grimmett
- Andrew Jones
- Richard Jones
- Gavin Larsen
- Ervin McSweeney
- Bruce Murray
- Mayu Pasupati
- John Reid
- Barry Sinclair
- Bruce Taylor
- Eric Tindill
- Roger Twose
- Robert Vance
- Jason Wells